# Synema candicans
Synema candicans är en spindelart som först beskrevs av O. Pickard-Cambridge 1876.  Synema candicans ingår i släktet Synema och familjen krabbspindlar.
Artens utbredningsområde är Egypten. Inga underarter finns listade i Catalogue of Life.